# Cimitero militare britannico di Torino di Sangro
Il cimitero militare britannico di Torino di Sangro (in inglese Sangro River War Cemetery) è un cimitero militare sito sul pendio di una collina in contrada Sentinella, nel comune di Torino di Sangro, in provincia di Chieti.
Il cimitero, progettato dall'architetto Louis de Soissons, è gestito dalla  Commonwealth War Graves Commission (CWGC). Lo stesso architetto progettò il vicino Cimitero militare canadese, nei pressi di Ortona, in memoria dei soldati Alleati morti nella battaglia di Ortona.
Nel cimitero sono seppelliti 2617 militari provenienti da territori del Commonwealth britannico, di cui 2542 identificati e 75 ignoti, caduti nel corso della seconda guerra mondiale durante la battaglia per lo sfondamento della linea Gustav sul fiume Sangro, nel novembre - dicembre del 1943 .
Le tombe, costituite da lapidi di marmo, sono disposte in modo da formare una corona semicircolare.
Un sentiero fiancheggiato da filari di magnolie porta alla Croce del Sacrificio. Un altro sentiero contornato da siepi di biancospino porta alla Pietra della Rimembranza.
A seconda della nazionalità i caduti si possono suddividere in:
- 1768 del Regno Unito;
- 2 del Canada;
- 3 dell'Australia;
- 355 della Nuova Zelanda;
- 74 del Sudafrica;
- 335 dell'India e del Pakistan;
- 5 di altri Stati;
- 75 militi ignoti.

È inoltre presente un memoriale a ricordo di 517 caduti  indiani, cremati in accordo alla loro fede religiosa.
Il cimitero si trova nei pressi della Riserva naturale regionale della lecceta litoranea di Torino di Sangro, raggiungibile facilmente da lì grazie a uno dei percorsi naturalistici di quest'ultima, che arriva di fronte all'ingresso del cimitero.